# Petition of Right

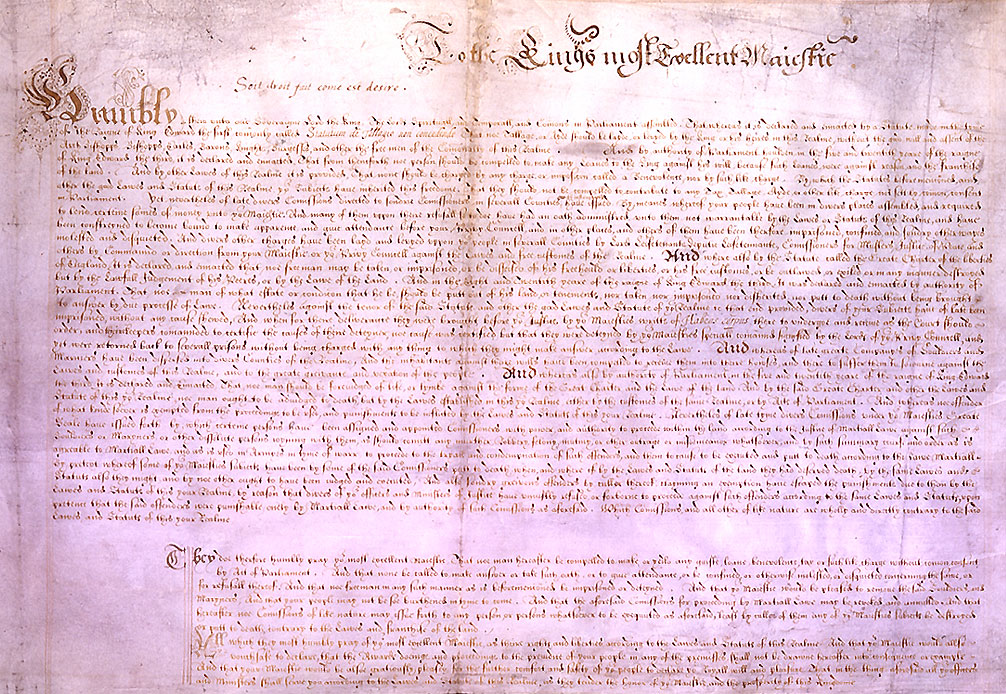
De Petition of Right

Petition of Right is een petitie, op 7 juni 1628 aangenomen door het Engelse Parlement, aan koning Karel I, waarin voor de onderdanen van de koning enkele vrijheden uiteen worden gezet die hij niet mag schenden. Het Parlement leefde in onmin met de koning over de Dertigjarige Oorlog en de financiering daarvan, waarbij Karel I buiten het parlement om belasting hief, en mensen die weigeren te betalen naar willekeur liet vastzetten. In de petitie werd erkenning gevraagd van vier principes:
1. geen belastingen zonder dat het parlement ervan afweet,
2. niemand kan naar de gevangenis gestuurd worden zonder aanklacht
3. geen verplichte inkwartiering van soldaten
4. geen gebruik van oorlogswetten in vredestijd

Door deze Petition of Right kon een persoon vanaf dat moment de kroon vervolgen. Karel werd verplicht om te petitie te aanvaarden, maar later negeerde hij de principes die erin stonden.